# Абердин
Абердин (енгл. Aberdeen, шкотски гелски: Obar Dheathain, шкотски Aiberdeen) је град у Уједињеном Краљевству у Шкотској. Према процени из 2007. у граду је живело 184.334 становника. Главни је комерцијални центар и лука у североисточној Шкотској. Често је називан „Нафтном престоницом Европе“, јер је 1970-их постао највећа база за вађење нафте из Северног мора.

## Историја
Абедин је настао од два раздвојена града, Старог Абердина на ушћу реке Дон и Новог Абердина, који је био рибарско и трговачко насеље на ушћу Денберна у естуариј Диа. Најранија повеља је из 1179. од краља Вилијама I од Шкотске. Роберт Брус је великом повељом из 1319. омогућио да Абердин постане финансијски независна заједница. Грађани Абердина су били захвални Роберту Брусу, па су га сакривали кад је био прогоњен, а и помогли су му у борби против Енглеза. Абердину је дао и оближњу шуму Стокет. Енглески краљ Едвард III је спалио град 1336. Абердин је брзо поново изграђен и звао се Нови Абердин. 
Вековима је град био на удару околних племића и зато је био јако утврђен. За време Шкотског грађанског рата 1644.- 1647. обе стране су пљачкале град. После битке код Абердина 1644. опљачкали су га ројалисти. Куга је избила 1647. и четвртина становништва је поглегла куги.
У 18. веку саграђена је нова градска скупштина, украшена мраморним каминима из Холандије. У 19. веку Абердин је значајно напредовао. Постао је значајан због бродоградње и рибарства, па је лука битно проширена и изграђена. Због великих грађевинских захвата град је 1817. доспео на ивицу банкротства. Али после Наполеонских ратова уследило је раздобље општег економског опоравка. Улична расвета поправља се 1824. употребом гаса, а водоопскрба 1830. Затворена канализација је изведена 1865. Око 1901. град је имао 153.000 становника.

## Становништво
Према процени, у граду је 2008. живело 184.334 становника.
| 1981.   | 1991.   | 2001.   |
| ------- | ------- | ------- |
| 190.465 | 182.133 | 184.788 |

## Индустрија и историја индустрије
Абердин је један од најпросперитетнијих градова Шкотске. Дуго је био познат по јако трајном сивом граниту, који се сече већ 300 година. Извози се у све крајеве света. Делови парламента у Лондону и познатих мостова били су од тога гранита. Каменолом гранита је престао са радом 1971. Риболов је постао главна грана и због унапређења постојећих технологија доносио је све већу зараду. Међутим превелики улов и загађење луке нафтним бродовима смањио је количину рибе. Абердин је ипак остао значајна рибарска лука, али сада северније луке претичу Абердин у риболову. Роветов истраживачки институт је светски познат по изучавањима хране. Абердин је досад имао три носиоца Нобелове награде и има велику концентрацију научника у области билошких наука. Водеће индустрије пре 1970. потицале су из 18. века, а то су биле прерада вуне, памука и конопље. Индустрија папира је једна од најстаријих, а започела је радом 1694. Две велике фабрике папира су затворене 2001. и 2005. Абердин је био познат по бродоградњи, а последње велико бродоградилиште затворено је касних осамдесетих.
Открићем резерви нафте у Северном мору Абердин је постао центар европске нафтне индустрије. Абердинова лука је послуживала велике нафтне платформе. Око пола милиона запослених је у и око Абердина запослено у енергетском сектору. Много људи је 1988. страдало у несрећи на једној нафтној платформи.

## Образовање, и архитектура
Први универзитети су основани 1495. и 1593. То су били Кингс колеџ и Маришал колеџ. Садашњи универзитет у Абердину створен је спајањем та два колеџа 1860.
Маришал Колеџ, отворен 1905, представља после Ескоријала другу највећу гранитну зграду на свету. Градска скупштина је грађена у француско-шкотском готичком стилу и представља једну од највеличанственијих гранитних грађевина у Шкотској.

## Партнерски градови
- Гомељ (1990)
- Ставангер (1990)
- Булавајо (1986)
- Клермон Феран (1983)
- Регензбург (1955)